# Gil Birmingham

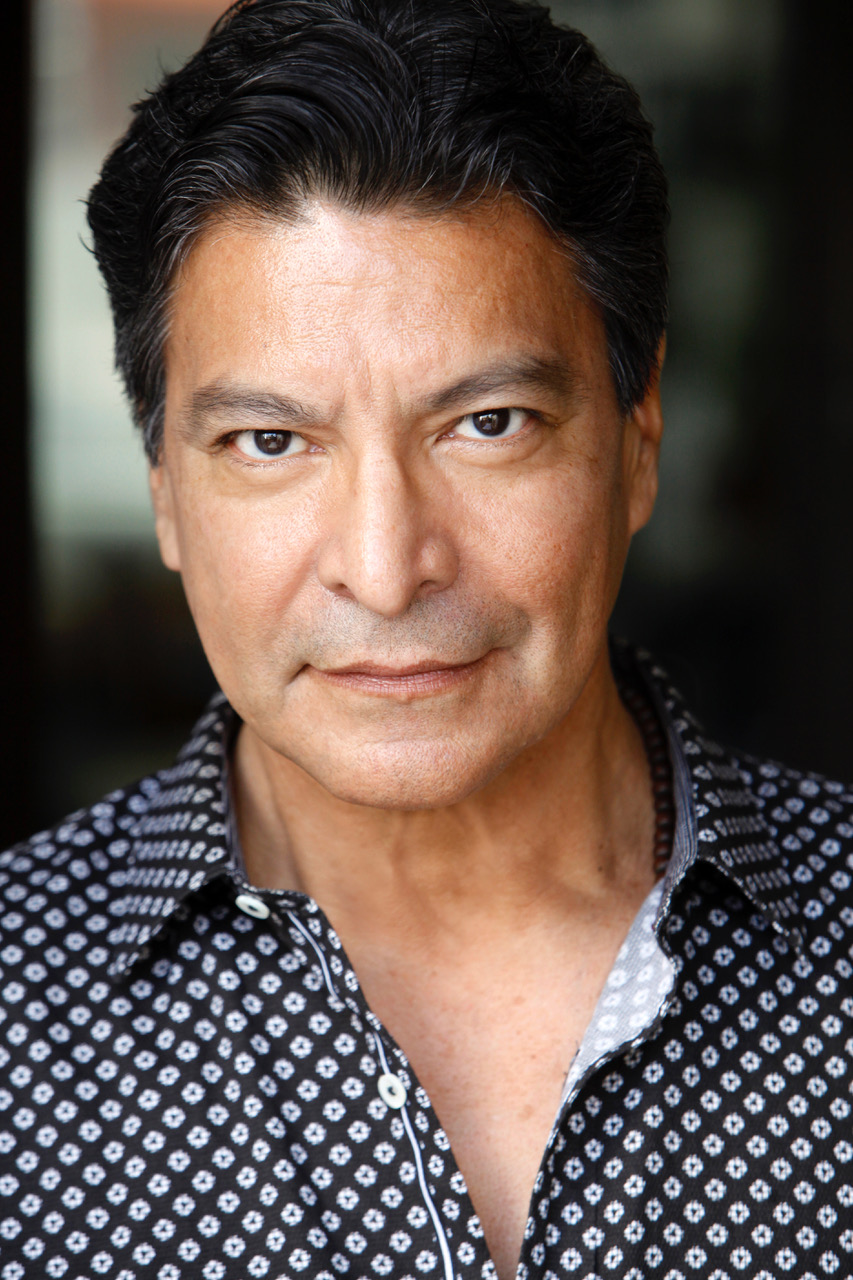
Gil Birmingham, 2017

Gil Birmingham (* 13. Juli 1953 in San Antonio, Texas) ist ein US-amerikanischer Schauspieler.

## Leben und Karriere
Gil Birmingham lernte früh Gitarre spielen und betrachtet Musik als seine erste Liebe. Nach dem Bachelor-of-Science-Abschluss von der University of Southern California arbeitete er zunächst als Ingenieur in der Ölindustrie. Nach einem erfolgreichen Einsatz in einem Musikvideo für Diana Ross wechselte er Ende der 1980er Jahre ganz in die Schauspielerei. Birmingham studierte Schauspiel bei Larry Moss und Charles Conrad und hatte seinen ersten Fernsehauftritt in einer Folge von Trio mit vier Fäusten, danach hat er in mehr als 40 Film-, Fernseh- und Theaterproduktionen mitgewirkt, wie zum Beispiel in Twilight – Bis(s) zum Morgengrauen und Love Ranch.
2017 wurde er in die Academy of Motion Picture Arts and Sciences aufgenommen, die jährlich die Oscars vergibt.

## Filmografie (Auswahl)

### Filme
- 1987: House II – Das Unerwartete (House II: The Second Story)
- 1996: Jaguar (Le jaguar)
- 2001: The Doe Boy
- 2002: Mein Freund Ben – Der Film (Gentle Ben)
- 2002: Skins
- 2003: DreamKeeper
- 2003: The Lone Ranger
- 2003: Mein Freund Ben – Der Film: 2 (Gentle Ben 2: Danger on the Mountain)
- 2005: Liebe findet ein Zuhause (Love’s Long Journey)
- 2005: Durch den Tod versöhnt (End of the Spear)
- 2007: Cosmic Radio
- 2008: Twilight – Biss zum Morgengrauen (Twilight)
- 2009: New Moon – Biss zur Mittagsstunde (The Twilight Saga: New Moon)
- 2009: Love Ranch
- 2010: Eclipse – Biss zum Abendrot (The Twilight Saga: Eclipse)
- 2011: California Indian
- 2011: Rango (Sprechrolle)
- 2011: Breaking Dawn – Biss zum Ende der Nacht, Teil 1 (The Twilight Saga: Breaking Dawn – Part 1)
- 2013: Lone Ranger (The Lone Ranger)
- 2016: Hell or High Water
- 2017: Wind River
- 2017: Transformers: The Last Knight
- 2017: Den Sternen so nah (The Space Between Us)
- 2018: Ein Funken Gerechtigkeit (Saint Judy)
- 2023: Das Erwachen der Jägerin (The Marsh King’s Daughter)

### Serien
- 1986: Trio mit vier Fäusten (Riptide, Folge 3x20 Dunkle Geschäfte)
- 1987: Falcon Crest (Folge 6x28 Desperation)
- 1997: Night Man (Folge 1x04 I Left My Heart in San Francisco)
- 1997: Dr. Quinn – Ärztin aus Leidenschaft (Dr. Quinn, Medicine Woman, Folge 6x11 Transfer)
- 1997: Buffy – Im Bann der Dämonen (Buffy the Vampire Slayer, Folge 2x04 Das Geheimnis der Mumie)
- 1999: Expedition der Stachelbeeren (The Wild Thornberrys, Folge 2x19 Tamper Proof Seal)
- 2001: V.I.P. – Die Bodyguards (V.I.P., Folge 4x07 The Uncle from V.A.L.)
- 2001: Frauenpower (Family Law, Folge 2x21 Americans)
- 2002: Body & Soul (8 Folgen)
- 2005: Into the West – In den Westen (Into the West, 4 Folgen)
- 2005: Medical Investigation (Folge 1x13 Tribe)
- 2006: Veronica Mars (2 Folgen)
- 2006: Charmed – Zauberhafte Hexen (Charmed, Folge 8x12 Mit gleicher Münze)
- 2009: Nip/Tuck – Schönheit hat ihren Preis (Nip/Tuck, Folge 5x20 Budi Sabri)
- 2009: 10 Items or Less (Folge 3x07 Dances with Groceries)
- 2010: The Mentalist (Folge 2x18 Giftiges Wasser)
- 2010: Castle (Folge 2x19 Der Fluch der Mumie)
- 2012: The Lying Game (3 Folgen)
- 2012: Vegas (2 Folgen)
- 2014: House of Cards (4 Folgen)
- 2014: Banshee – Small Town. Big Secrets. (Banshee, 5 Folgen)
- 2015–2017: Unbreakable Kimmy Schmidt (7 Folgen)
- 2017–2019: Animal Kingdom (10 Folgen)
- 2018–2019: Mysterious Mermaids (Siren, 13 Folgen)
- 2018–2024: Yellowstone (40 Folgen)
- 2019: Navy CIS: L.A. (NCIS: Los Angeles, 3 Folgen)
- 2022: Mord im Auftrag Gottes (Under the Banner of Heaven, Miniserie, 7 Folgen)
- 2022: Ein Teil von ihr (Pieces of Her, Miniserie, 6 Folgen)
- 2024: X-Men ’97 (5 Folgen, Stimme)
- 2024: Tracker (Folge 1x10)
- 2025: Poker Face (Folge 2x05)